# Patrizio Gennari

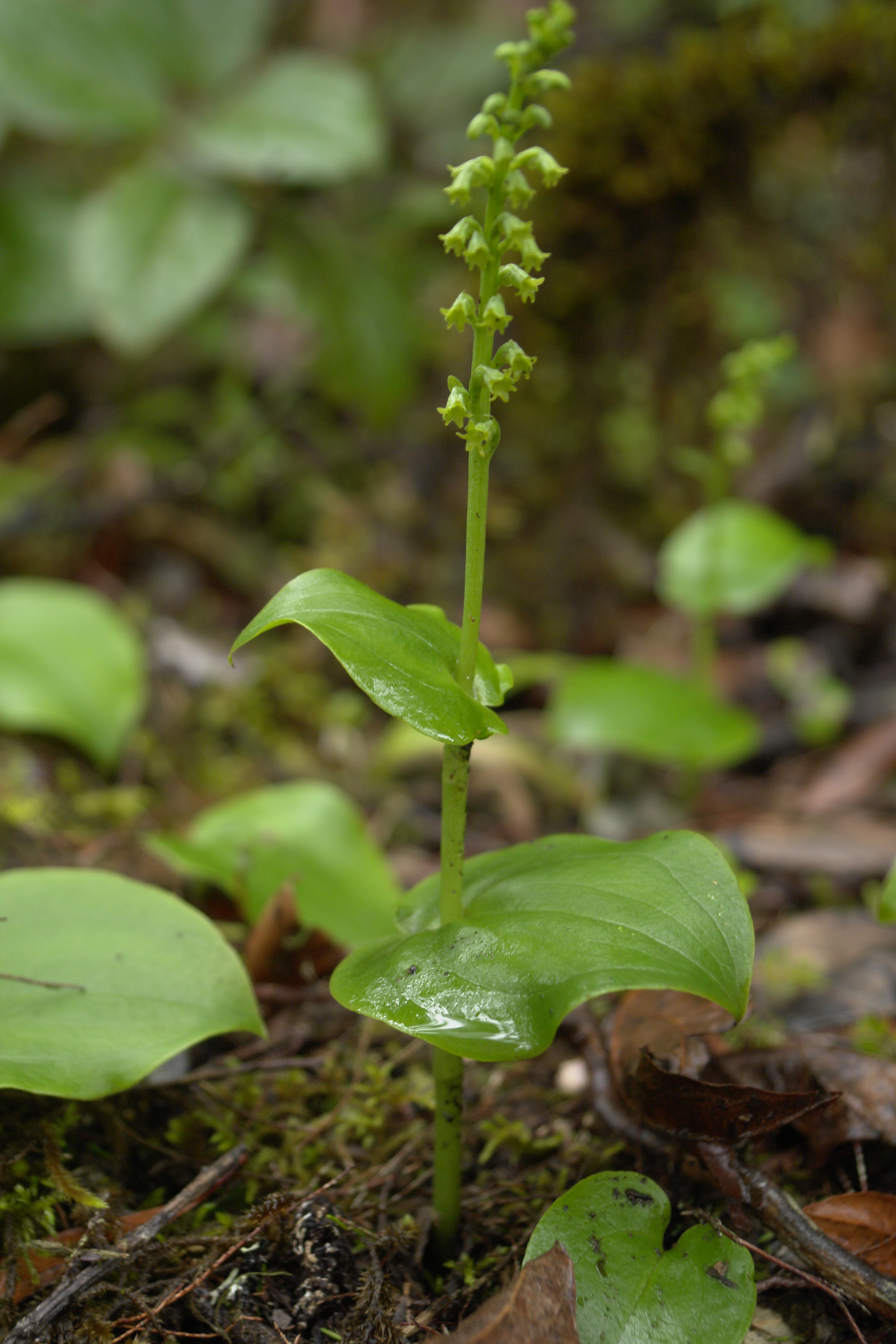
Gennaria diphylla är släktets enda art.

Patrizio Gennari, född den 24 november 1820 i Moresco, död den 1 februari 1897 i Cagliari var en italiensk botaniker.
Gennari avlade en doktorsexamen i medicin 1842 vid universitetet i Bologna, och efter två år som läkare, fick han anställning som professor i botanik och medicin vid universitetet i Macerata 1844. Efter några år anslöt han sig till Garibaldis fritrupper och 1849 utsågs han till ledamot av den konstituerande församlingen för Romerska republiken. Efter den kortlivade republikens fall flyttade Gennari till Genua för att arbeta tillsammans med Giuseppe De Notaris och blev genom dennes försorg föreslagen till en tjänst som professor vid universitetet i Cagliari. 1854 flyttade han med sin familj till Sardinien där han tjänstgjorde som botanikprofessor i Cagliari i 40 år och var universitetets rektor från 1872 till 1875. Därutöver utsågs han till föreståndare för de naturhistoriska museerna och för den botaniska trädgården, som öppnade 1866. Han invaldes som korresponderande ledamot i Accademia delle Scienze di Torino 1854.
Auktorsnamnet Gennari kan användas för Patrizio Gennari i samband med ett vetenskapligt namn inom botaniken; se Wikipediaartiklar som länkar till auktorsnamnet.

## Verk
- Specie e varietà rimarchevoli e nuove da aggiungersi alla Flora di Sardegna (1866)
- La Florula di Caprera (1865, 1870)
- Repertorium Florae Calaritanae (1890)

## Eponym
Orkidésläktet Gennaria är uppkallat efter honom.
Pinakoteket i hans födelsestad bär hans namn, liksom gator (Via Patrizio Gennari) i Rom och Fermo, samt torget Largo Patrizio Gennari i Cagliari.